# Захаров, Николай Павлович
Николай Павлович Захаров (род. 13 мая 1957, Кемерово — 10 апреля 2011, там же) — советский тяжелоатлет, трёхкратный чемпион СССР (1981, 1982, 1985), призёр чемпионата Европы и мира (1981). Мастер спорта СССР международного класса (1979).

## Биография
Николай Захаров родился 13 мая 1957 года в городе Кемерово. Начал заниматься тяжёлой атлетикой в возрасте 15 лет под руководством Владимира Лепилина.
В течение первой половины 1980-х годов был одним из ведущих советских атлетов  легчайшего веса. Наибольших успехов добивался в 1981 году. В марте на международном турнире «Кубок дружбы» установил мировой рекорд в рывке (126 кг), а в мае впервые стал чемпионом СССР. В сентябре того же года был включён в состав сборной СССР на чемпионате мира и Европы в Лилле и выиграл бронзовые медали этих соревнований. Установил 5 рекордов СССР.
В 1990 году завершил свою спортивную карьеру. В 1990—2009 годах работал тренером в кемеровской областной СДЮШОР по тяжёлой атлетике. Среди его учеников призёр чемпионата России среди молодёжи Александр Жислин.
Умер 10 апреля 2011 года от инсульта. Похоронен на кладбище «Центральное-3» в Кемерове.

## Семья
Владимир Захаров (1957—2014) — брат-близнец, советский тяжелоатлет, серебряный призёр чемпионата СССР (1981).